# Je vais me marier, Marie

## Canção
"Je vais me marier, Marie" (tradução portuguesa: "Eu vou casar, Maria") foi a canção que representou a a Suíça no Festival Eurovisão da Canção 1973, interpretada em francês por Patrick Juvet. Foi a oitava a canção a ser interpretada na noite do evento, a seguir à canção espanhola "Eres tú", interpretada pela banda Mocedades e antes da canção jugoslava "Gori vatra", interpretada por Zdravko Čolić. No final a canção helvética terminou em 12.º lugar, tendo recebido um total de 79 pontos.

## Autoria
- Letrista: Pierre Delanoë
- Compositor: Patrick Juvet
- Orquestrador: Hervé Roy

## Letra
Na canção, Juvet dá a informação de que vai casar e dá essa notícia a vários amigos. Mais à frente, diz que está interessado em ter filhos da sua futura esposa.

## Fonte e ligações externas
- «Letra, foto do cantor e outras informações.» (em inglês)

 "Je vais me marier, Marie", canção da Suíça no Festival Eurovisão da Canção 1973.